# 周雅光
周雅光（1926年10月—2021年11月9日），原名祁俊臣，直隶（今属河北省）迁安县彭店子乡人，中华人民共和国政治人物。

## 经历
1943年，周雅光任中共河北迁芦抚昌联合县五区区委文书，参加过抗日战争。此后历任中共河北芦龙县委秘书、中共冀东第十二地委组织部干事等职位。中华人民共和国成立后，担任河北昌黎县委组织部副部长；曾历任昌黎县城关区区委书记、区长、昌黎县副县长，中共河北省委组织部科长、副处长等职。1956年，调中央组织部工作；1961年，任中共中央西北局组织部副处长。
文化大革命期间周雅光受到迫害，被下放“五七干校”劳动。1972年恢复工作后，历任渭南地区政工组副组长、省委组织部领导小组副组长、汉中地委副书记、省委组织部副部长、汉中地委书记等职。 1981年，升任中共陕西省委书记（当时设有“第一书记”）、兼省委秘书长；1984年，改任中共陕西省委副书记；1985年8月起，兼任省纪委书记；并在一个月后召开的中国共产党全国代表会议上，增补为中共中央纪律检查委员会委员。1988年5月至1998年1月，周雅光连任第六、第七届陕西省政协主席。
2021年11月9日，在西安逝世。